# 愛知県立尾西高等学校
愛知県立尾西高等学校（あいちけんりつ びさいこうとうがっこう）は、愛知県一宮市上祖父江字小稲葉にあった公立の高等学校。略称は尾高（びこう）。1977年（昭和52年）開校。2025年（令和7年）3月閉校。

## 設置学科
2022年度
- 普通科
  - 情報ビジネスコース（3学級）

## 沿革
- 1977年（昭和52年） - 愛知県立尾西高等学校として開校。
- 2013年（平成25年）7月 - 名古屋文理大学と高大連携協定を締結。
- 2023年（令和5年）4月 - 愛知県立稲沢高等学校、愛知県立稲沢東高等学校と統合されて愛知県立稲沢緑風館高等学校が開校[1]。この後2年間は尾西高校と稲沢緑風館高校が並立。
- 2025年（令和7年）3月 - 愛知県立尾西高等学校が閉校[2]。

## 学校行事
- 闊歩大会
- 磐梯研修
- スキー研修

## 著名な出身者
- スギちゃん - お笑い芸人[3]
- 将魔 - マジシャン

## 交通アクセス
鉄道
- 名鉄尾西線玉野駅から自転車約15分。

バス
- 名鉄バス「尾西高校前」バス停から徒歩約2分。